# Wide Open Spaces
| Оценки критиков  | Оценки критиков |
| Источник         | Оценка          |
| ---------------- | --------------- |
| Allmusic         | [ 1 ]           |
| Robert Christgau | [ 2 ]           |

Wide Open Spaces — четвёртый студийный альбом американской кантри-группы Dixie Chicks, вышедший 27 января 1998 года на лейбле Monument. Продюсерами были Blake Chancey и Paul Worley. Диск возглавил кантри-чарт Top Country Albums (впервые в их карьере), а также получил премию Грэмми в категории Лучший альбом в стиле кантри, премию Academy of Country Music Awards (Лучший альбом года).

## Об альбоме
Альбом получил положительные отзывы музыкальных критиков.
10 февраля 1999 года альбом был номинирован на музыкальную премию Грэмми в трёх категориях и победил в двух: Лучший альбом в стиле кантри (это первая из их 4 наград в этой номинации: позднее победу одержат их диски Fly в 2001, Home в 2003 и Taking the Long Way в 2007) и Лучшее выступление кантри-группы с вокалом (где они 5-кратные победители: в 1999 за «There’s Your Trouble», в 2000 за «Ready to Run», в 2003 за «Long Time Gone», в 2005 за «Top of the World» и в 2007 за «Not Ready to Make Nice»). Третьей номинацией стала категория Премия «Грэмми» лучшему новому исполнителю.
20 февраля 2003 года альбом получил бриллиантовый статус RIAA в США с тиражом 14 млн копий в мире, он провёл более 6 лет в чарте Австралии (ARIA music charts Country Top 20). В США было продано 8,841,000 копий (октябрь 2013).

## Список композиций
1. «I Can Love You Better» (Pamela Brown Hayes, Kostas) — 3:53
2. «Wide Open Spaces» (Susan Gibson) — 3:44
3. «Loving Arms» (Tom Jans) — 3:37
4. «There’s Your Trouble» (Mark Selby, Tia Sillers) — 3:10
5. «You Were Mine» (Emily Robison, Martie Seidel) — 3:37
6. «Never Say Die» (George Ducas, Radney Foster) — 3:56
7. «Tonight the Heartache’s on Me» (Mary W. Francis, Johnny MacRae, Bob Morrison) — 3:25
8. «Let ’Er Rip» (Billy Crain, Sandy Ramos) — 2:49
9. «Once You’ve Loved Somebody» (Thom McHugh, Bruce Miller) — 3:28
10. «I’ll Take Care of You» (J. D. Souther) — 3:40
11. «Am I the Only One (Who’s Ever Felt This Way)» (Maria McKee) — 3:25
12. «Give It Up or Let Me Go» (Bonnie Raitt) — 4:55

## Позиции в чартах

### Альбом
| Чарт (1998—1999)                  | Высшая позиция |
| --------------------------------- | -------------- |
| U.S. Billboard Top Country Albums | 1              |
| U.S. Billboard 200                | 4              |
| U.S. Billboard Top Heatseekers    | 3              |
| Canadian RPM Country Albums       | 1              |
| Canadian RPM Top Albums           | 16             |

### Синглы
| Год  | Сингл                           | Высшая позиция | Высшая позиция | Высшая позиция |
| Год  | Сингл                           | US Country     | US             | CAN Country    |
| ---- | ------------------------------- | -------------- | -------------- | -------------- |
| 1997 | «I Can Love You Better»         | 7              | 77             | 3              |
| 1998 | «There’s Your Trouble»          | 1              | 36             | 3              |
| 1998 | «Wide Open Spaces»              | 1              | 41             | 1              |
| 1999 | «You Were Mine»                 | 1              | 34             | 1              |
| 1999 | «Tonight the Heartache’s on Me» | 6              | 46             | 4              |

## Сертификации/продажи
| Страна         | Сертификация | Продажи    |
| -------------- | ------------ | ---------- |
| США            | 12 ×Platinum | 8,841,000  |
| Канада         | 4x Platinum  | 400,000    |
| Австралия      | 2x Platinum  | 140,000    |
| Великобритания | Silver       | 60,000     |
| В мире         |              | 14,000,000 |

## Награды
Грэмми
| Год  | Победитель             | Категория                                  |
| ---- | ---------------------- | ------------------------------------------ |
| 1999 | «There’s Your Trouble» | Лучшее выступление кантри-группы с вокалом |
| 1999 | Wide Open Spaces       | Лучший альбом в стиле кантри               |